# Кама (Граубюнден)
Кама (італ. Cama) — громада  в Швейцарії в кантоні Граубюнден, регіон Моеза.

## Географія
Громада розташована на відстані близько 155 км на південний схід від Берна, 75 км на південний захід від Кура.
Кама має площу 15 км², з яких на 3,1% дозволяється будівництво (житлове та будівництво доріг), 5,1% використовуються в сільськогосподарських цілях, 60,1% зайнято лісами, 31,6% не є продуктивними (річки, льодовики або гори).

## Демографія
2019 року в громаді мешкало 552 особи (+19,5% порівняно з 2010 роком), іноземців було 21%. Густота населення становила 37 осіб/км².
За віковим діапазоном населення розподілялося таким чином: 16,8% — особи молодші 20 років, 62,9% — особи у віці 20—64 років, 20,3% — особи у віці 65 років та старші. Було 254 помешкань (у середньому 2,2 особи в помешканні).
Із загальної кількості 240 працюючих 24 було зайнятих в первинному секторі, 57 — в обробній промисловості, 159 — в галузі послуг.